# Sparta (Nowy Jork)
Sparta – miasto w Stanach Zjednoczonych, w stanie Nowy Jork, w hrabstwie Livingston.